# Mont Bélanger
Le mont Bélanger, ou Sandy Bay Mountain aux États-Unis, est une montagne sur la frontière entre la province canadienne de Québec, dans la région de l'Estrie, et l'État américain du Maine, qui fait partie des Appalaches ; son altitude s'élève à 920 mètres.

## Géographie

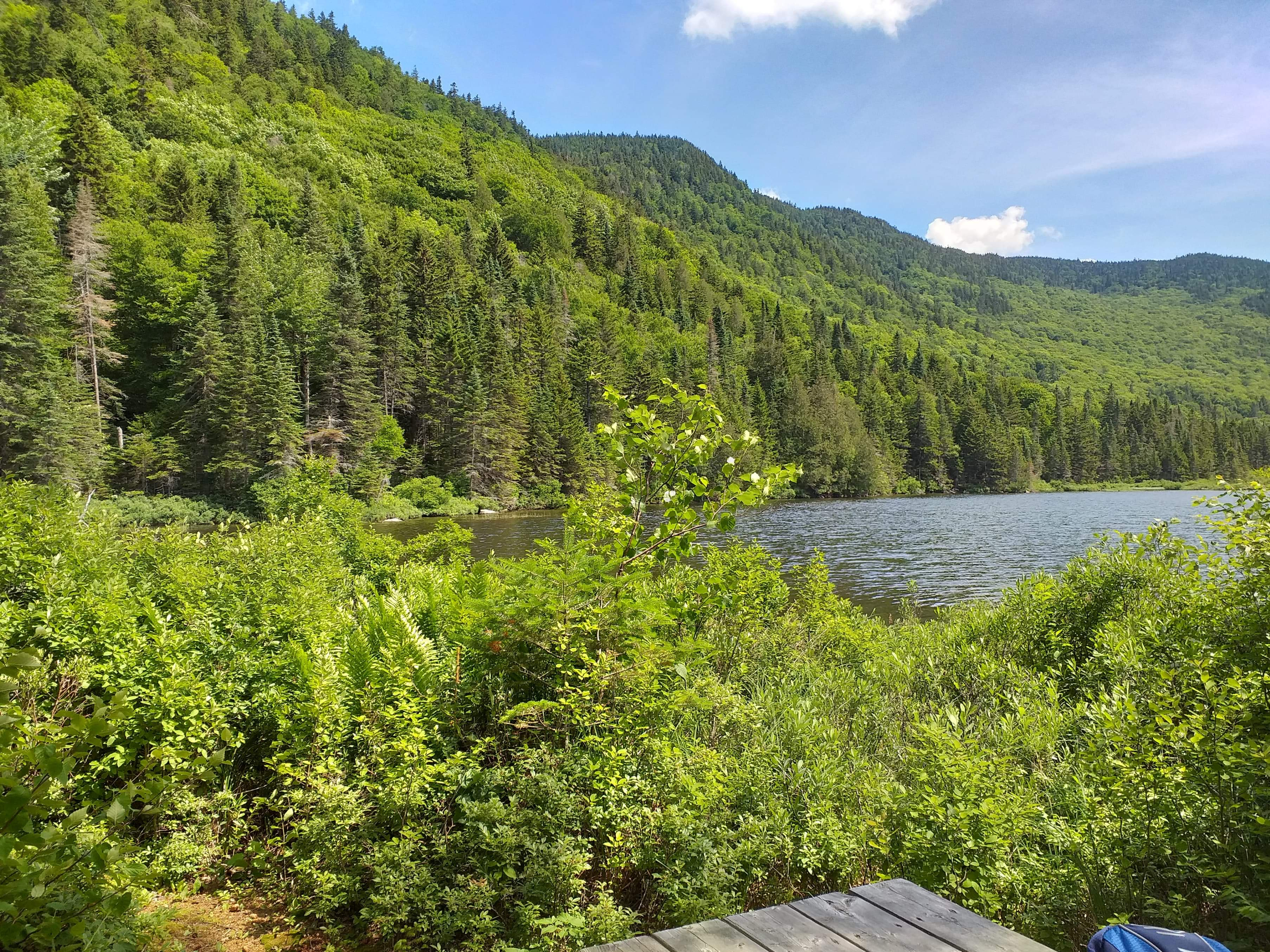
Le mont Bélanger près du lac Émilie, source de la rivière du Loup.

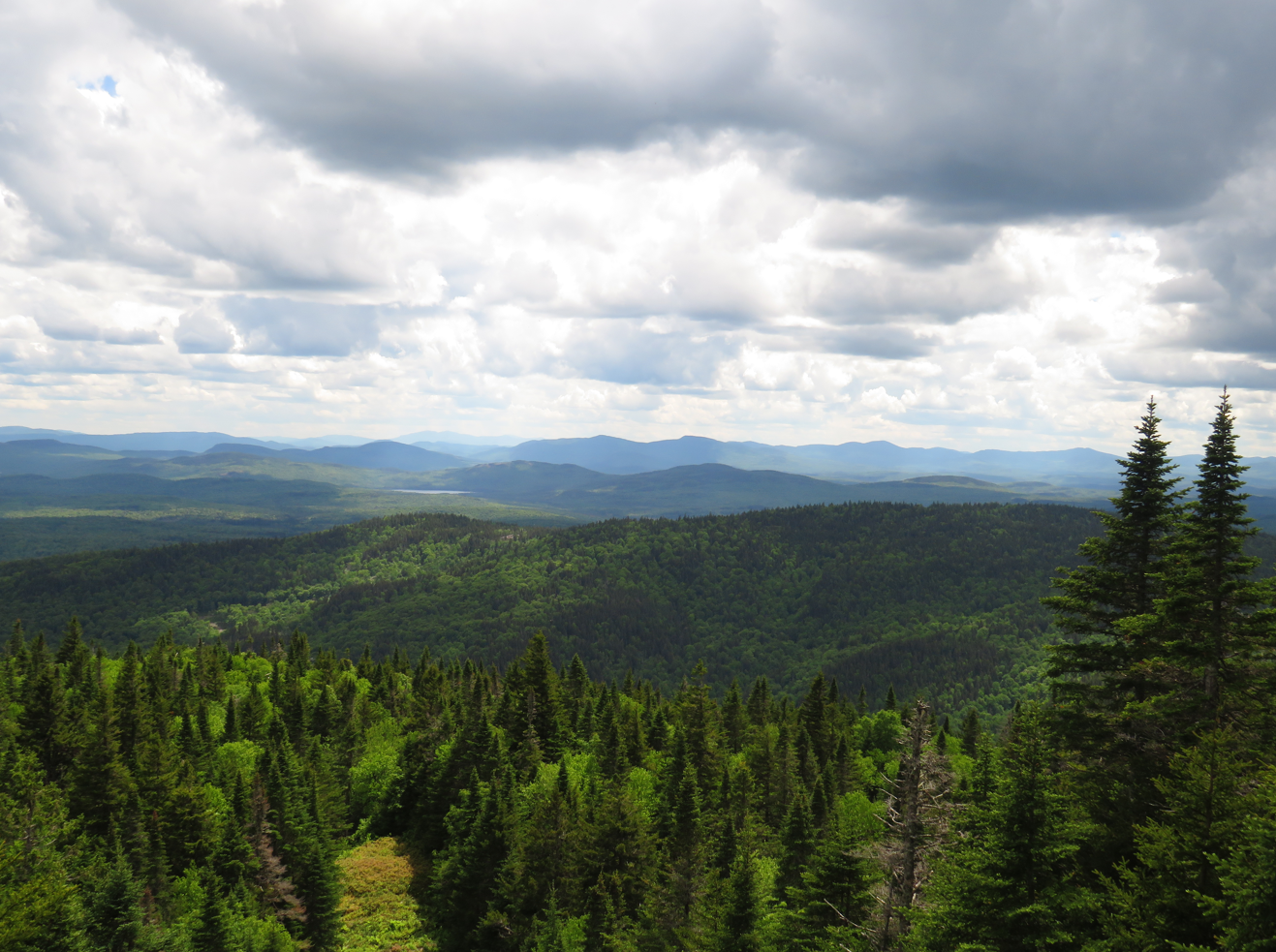
Vue des Appalaches depuis le mont Bélanger.

La montagne, située dans la municipalité de Saint-Robert-Bellarmin, est traversée par la frontière entre le Canada et les États-Unis.